# Barenburg
Barenburg là một đô thị thuộc the huyện Diepholz, trong bang Niedersachsen, Đức. Đô thị này có diện tích 16,38 km².

## Địa lý

### Vị trí
Barenburg nằm giữa khu bảo tồn Dümmer và khu bảo tồn Steinhuder Meer, khoảng giữa chặng đường từ Bremen đến Minden và cách Sulingen khoảng 6 km về phía nam.

### Các xã xung quanh
|           | Thành phố Sulingen |                      |
| Xã Varrel | Các xã lân cận     | Huyện Nienburg/Weser |
|           | Xã Kirchdorf       |                      |